# Maribo Domkirke

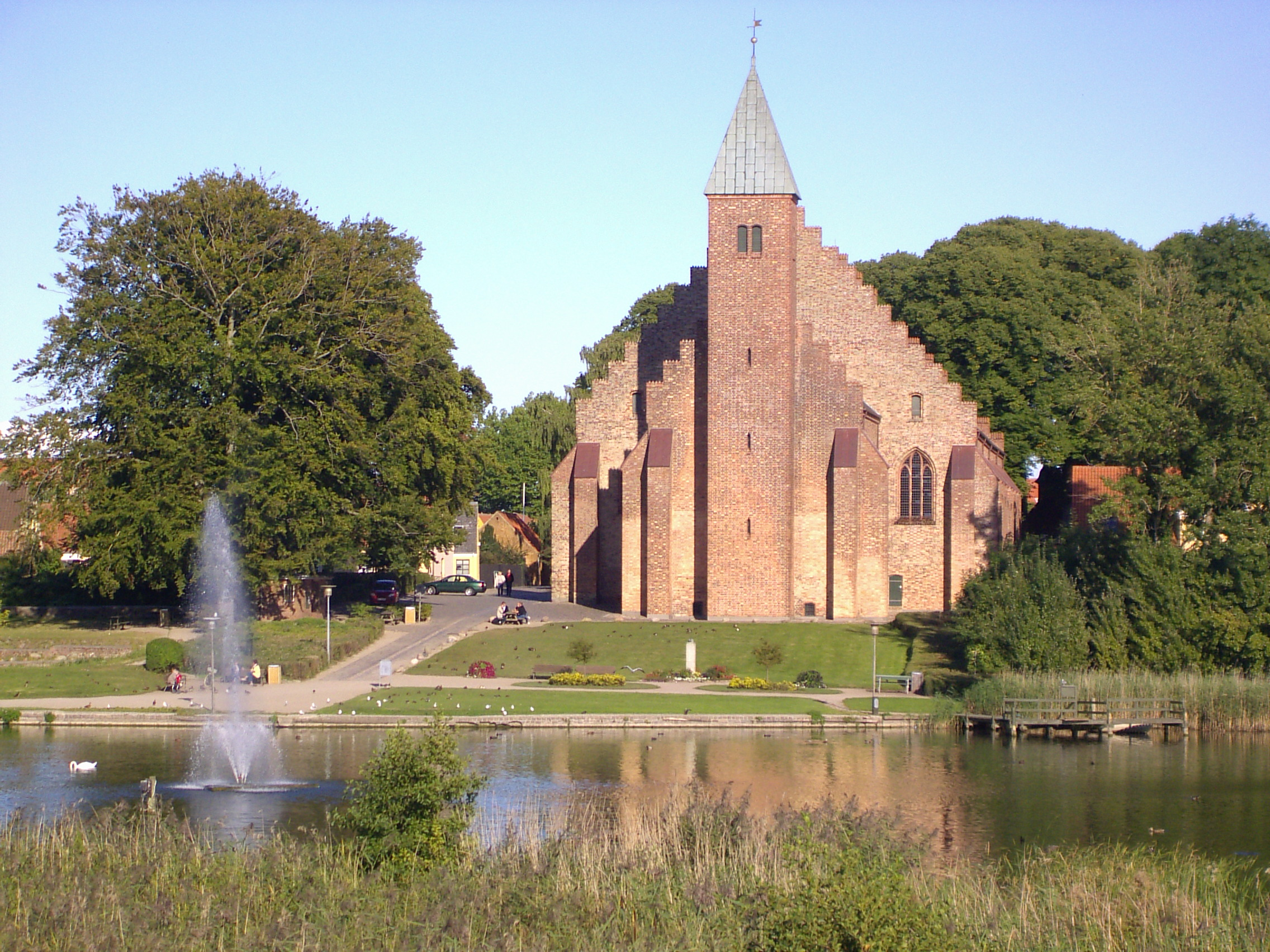
Maribo Domkirke

Die Domkirche Maribo (dänisch Maribo Domkirke) ist die Domkirche des Bistums Lolland-Falster der evangelisch-lutherischen Dänischen Volkskirche und eines der bedeutendsten Werke der Backsteingotik in Dänemark.

## Klosterkirche und Bischofssitz
Das Kloster Maribo des Birgittenordens wurde 1416 von dem Dänenkönig Erik von Pommern in dem am Ufer des Søndersø gelegenen Dorf Skimminge im Zentrum der Insel Lolland gegründet, das Land dazu hatte Königin Margarethe I. gestiftet. Bei dem Kloster entstand die Stadt Maribo. Mit der Reformation wurde das Kloster 1556 in ein adeliges Damenstift umgewandelt, das aber nur bis 1621 Bestand hatte. 
Als durch Aufteilung des Bistums Roskilde 1924 die Diözese Lolland-Falster entstand, wurde die Pfarr- und ehemalige Klosterkirche zum Bischofssitz.

## Gebäude

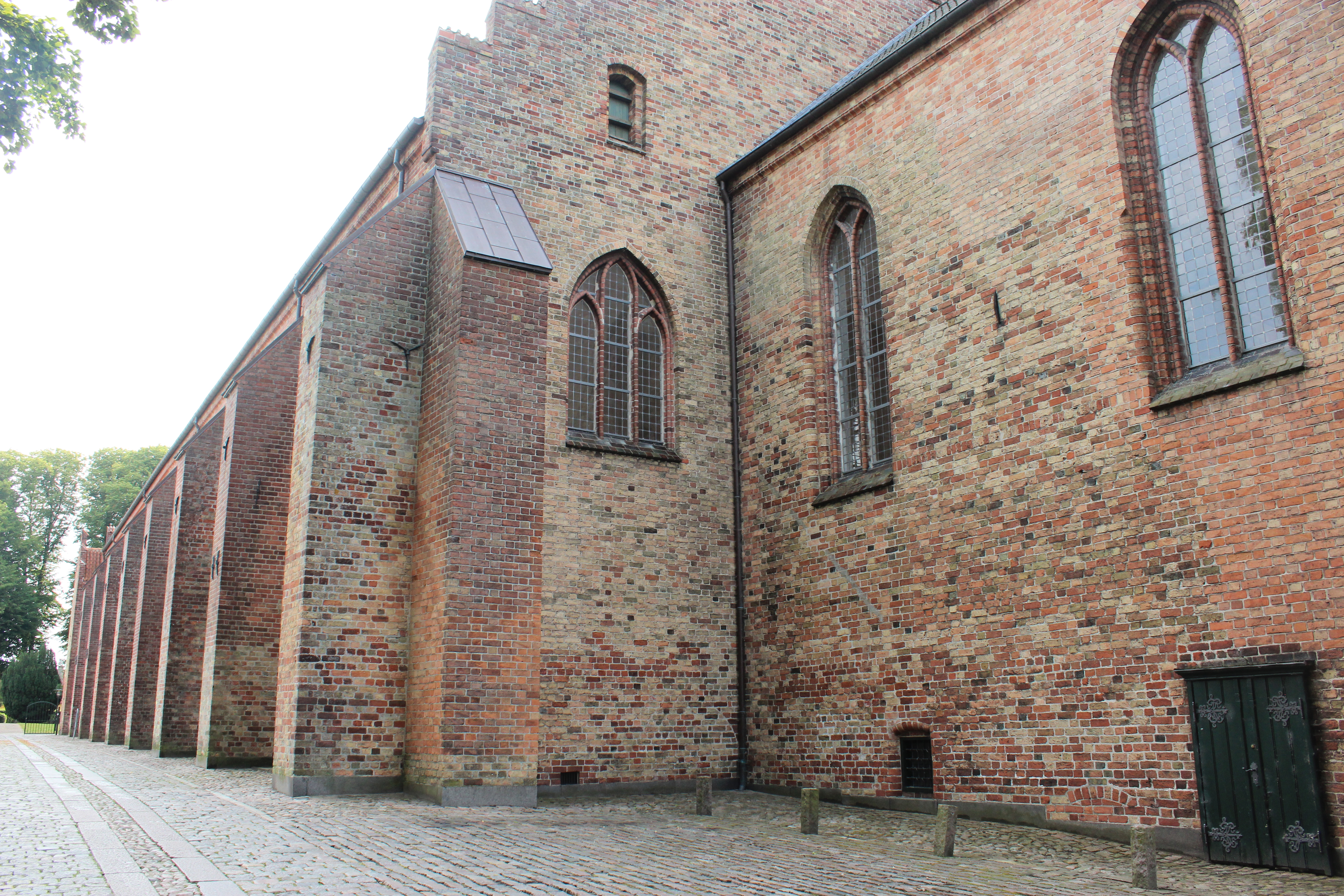
Nordseite von Westen

Das Kirchenschiff wurde bald nach Gründung des Klosters errichtet, aber bereits 1450–70 erweitert. Der Turm wurde erst 1500 erbaut, musste allerdings um 1740 abgerissen und neu errichtet werden. Das Äußere des Doms ist geprägt durch die roten Ziegelsteine und die für dänische Kirchen charakteristischen Stufengiebel.
Die dreischiffige Hallenkirche hat im Mittelschiff Sterngewölbe und in den Seitenschiffen Kreuzrippengewölbe. Die Winkel an den Gewölbescheiteln sind relativ groß. Der Chor mit rechteckigem Abschluss ist so breit wie das übrige Schiff. Etwas eingezogen sind hingegen die beiden westlichsten Joche.

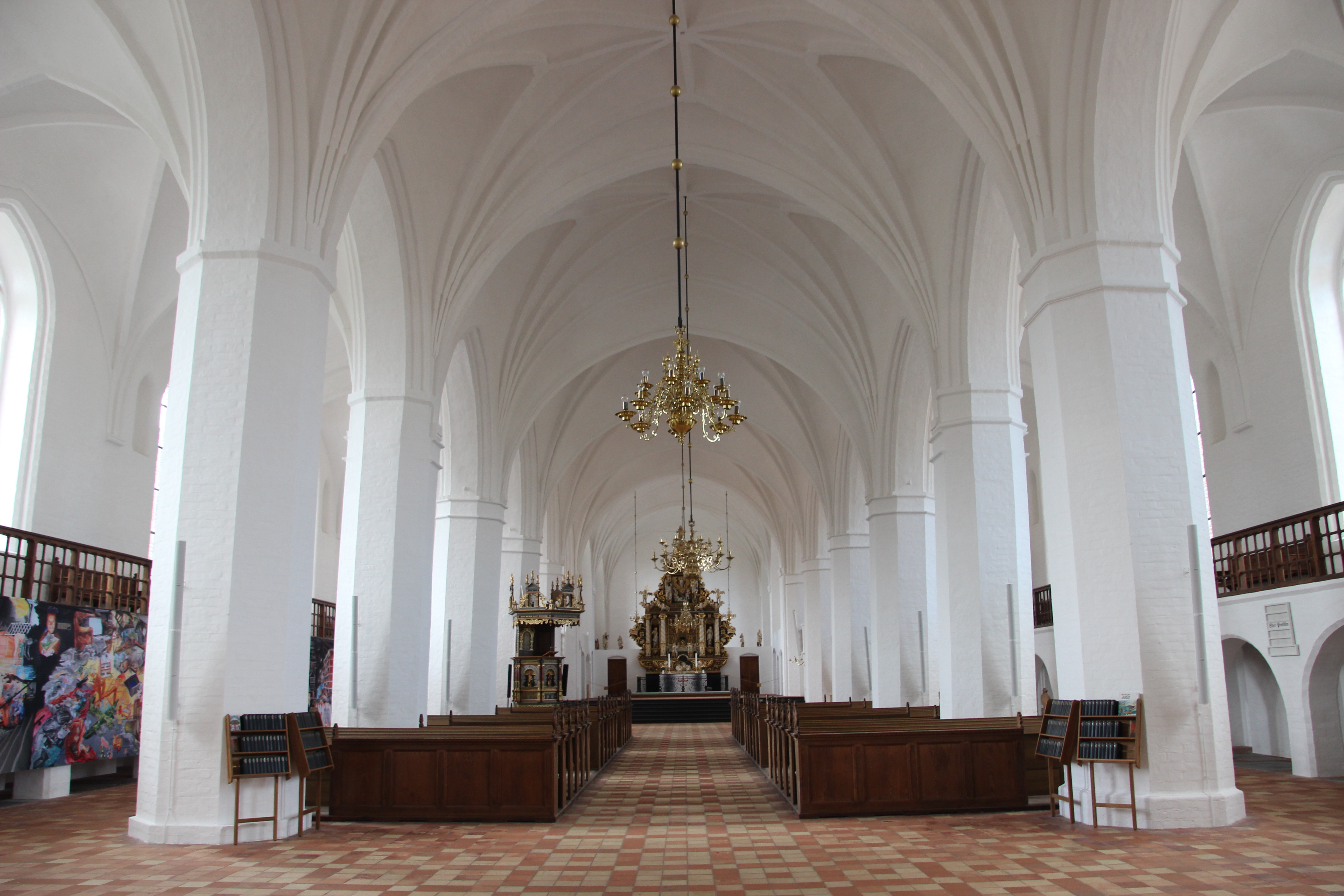
Hallenkirche mit kleinen Emporen

Im Chor und über der Orgel finden sich Reste der mittelalterlichen Freskenbemalung.
Zum Schmuck der Kirche gehört auch das älteste Leinwandgemälde Nordeuropas, eine Darstellung der Ordensgründerin Birgitta von Schweden aus dem 15. Jahrhundert.
Die Kirchenausstattung wurde im Lauf der Jahrhunderte erneuert und ergänzt; Kanzel, Altar und Taufstein sind barock, also nach der Reformation geschaffen worden.
Von den Konventsgebäuden des Klosters sind nur noch Ruinen erhalten, welche sich westlich der Kirche befinden.

## Domschatz
Ein kostbarer Abendmahlskelch aus dem 15. Jahrhundert mit eingravierten Szenen aus der Passion Christi ist wahrscheinlich ein Geschenk der damaligen Königin Margarethe I.